# 斯圖特弗洛格特崖
72°3′S 4°30′E / 72.050°S 4.500°E
斯圖特弗洛格特崖，是南極洲的海崖，位於毛德皇后地的瑪塔公主海岸，屬於穆利格-霍夫曼山脈的一部分，由挪威製圖師根據該國探險隊拍攝的測量和空中照片繪入地圖，現時由南極條約體系管理。